# 韦斯特福森

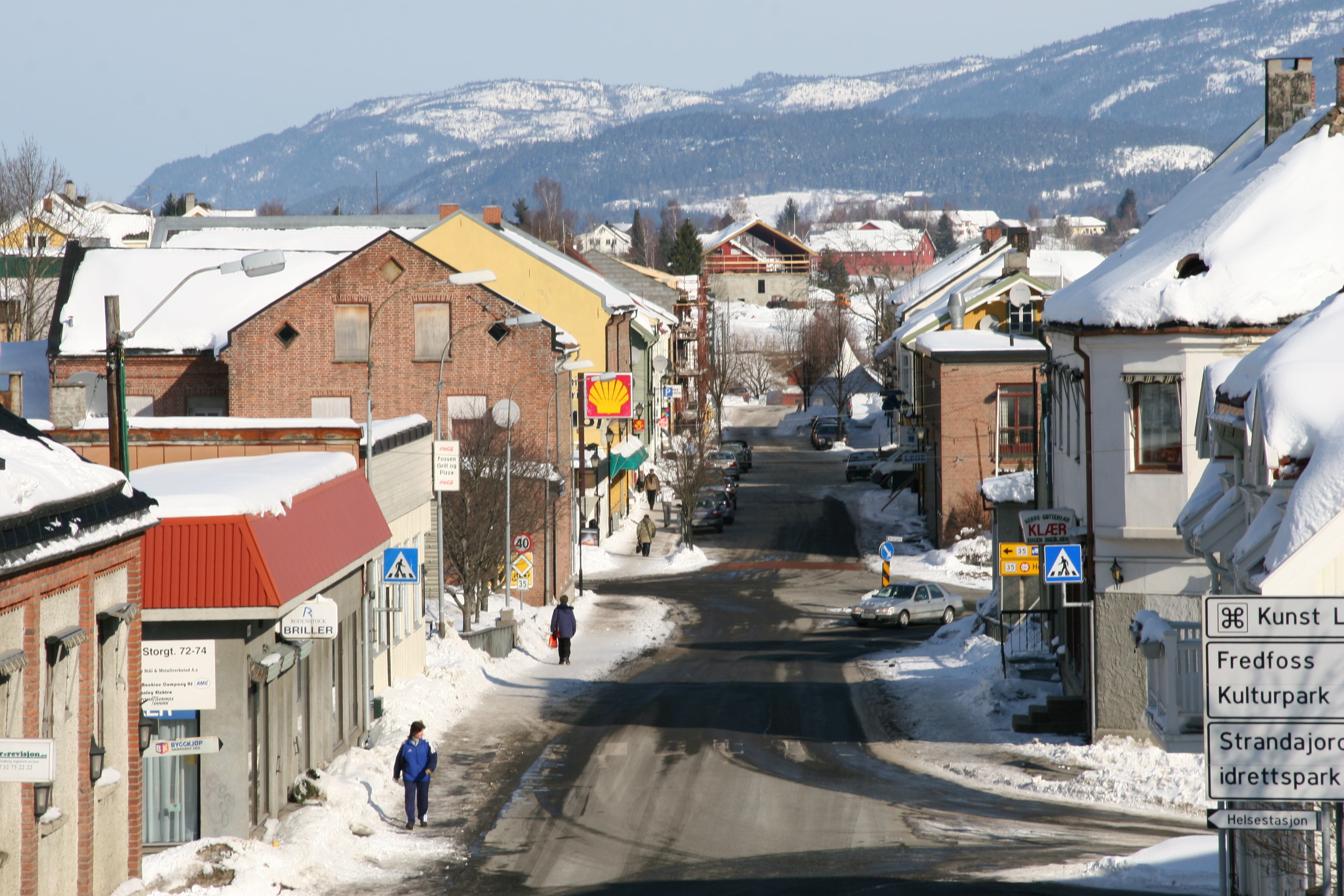
Storgata－ 韦斯特福森的主街

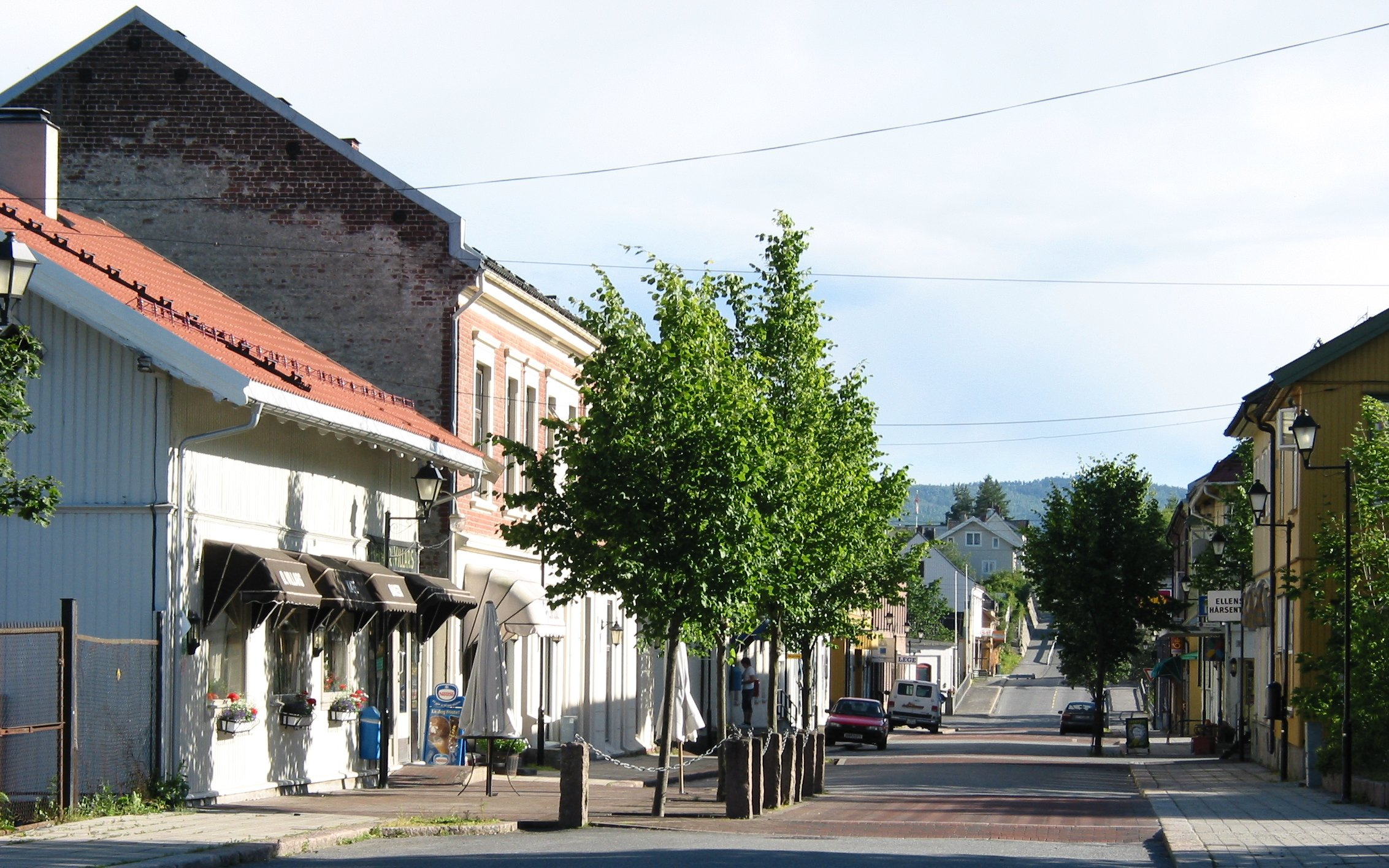
主街风景

韦斯特福森（挪威語：Vestfossen）是挪威布斯克吕郡上埃伊克爾市镇的村庄。根据挪威统计局报告，到2008年为止其人口数量为2867人。
韦斯特福森原本是一個始自16世纪的工业城镇。现在的Fossesholm庄园因那时为了创建大规模锯木行业而成为这一带的中心。后来，其他产业类型逐渐出现，其中最具影响力的是韦斯特福森纤维造纸厂和Fredfos Uldvarefabrik纺织厂。1970年的工业危机导致这些工厂的衰落，当地大部分的工业设施已很久未曾使用。在2000年后，当地文化的发展带动一些文化机构的建立，艺术家MortenViskum建立了当代最著名的Vestfossen Kunstlaboratorium艺术长廊，现在韦斯特福森人称之为他们自己的“文化之都”。